# Worldcoin
Worldcoin és un projecte de criptomoneda biomètric d'iris desenvolupat per Tools for Humanity amb seu a San Francisco i Berlín. Fundada el 2019 pel conseller delegat d'OpenAI, Sam Altman, Max Novendstern i Alex Blania, compta amb el suport de VC Andreessen Horowitz.

## Història
El projecte Worldcoin va ser iniciat per una empresa anomenada Tools for Humanity (TFH), fundada per Sam Altman, Max Novendstern i Alex Blania el 2019.
El 2021, la companyia va declarar que el seu token (WLD) pretén ser un esforç més gran per impulsar una economia global més unificada i equitativa impulsada per l'economia d'Internet, tot i que no estarà disponible als EUA. El testimoni serà una criptomoneda basada en la capa 2 d'Ethereum que aprofita la seguretat de la cadena de blocs d'Ethereum alhora que té la seva pròpia economia.
L'octubre de 2021, el projecte va recaptar 25 milions de dòlars inicials. En sis mesos, es van recaptar 100 milions de dòlars addicionals, fet que va augmentar el valor del testimoni fins a 3.000 milions de dòlars.
L'abril de 2022, un informe del MIT Technology Review va citar aquells de la comunitat que van acusar Worldcoin d'"aprofitar-se dels estudiants" i d'"orientar-se a comunitats de ingressos més baixos", i va arribar a la conclusió que "és més barat i més fàcil executar aquest tipus". d'operació de recollida de dades en llocs on la gent té pocs diners i poques proteccions legals".
El maig de 2023, TechCrunch va informar que els pirates informàtics havien pogut robar les credencials d'inici de sessió de diversos dispositius personals dels operadors de Worldcoin, incloses les seves credencials a l'aplicació de l'operador de Worldcoin. Tanmateix, el portaveu de Worldcoin va dir que no es va comprometre cap dada personal de l'usuari, ja que l'aplicació de l'operador no accedeix a les dades de l'usuari.
El maig de 2023 es va anunciar un finançament addicional de 115 milions de dòlars, que s'utilitzarà per invertir en detecció, investigació i desenvolupament de bots i per ampliar el projecte i l'aplicació Worldcoin. Durant la fase beta, es va informar que Worldcoin havia incorporat aproximadament dos milions d'usuaris.
Worldcoin va sortir de la versió beta el 24 de juliol de 2023 amb 11 ubicacions d'orbes als EUA i plans per a 35 ciutats de 20 països.
L'agost de 2023, Kenya, un dels primers països on es va llançar Worldcoin, va suspendre la seva inscripció al país, citant problemes de seguretat, privadesa i financeres. L'Oficina de Kenya del Comissionat de Protecció de Dades va ordenar anteriorment a Worldcoin que deixés de recopilar dades personals, però no va complir. Worldcoin també va aturar les verificacions fora de línia a l'Índia.
El març de 2024, l'Agència Espanyola de Protecció de Dades va prohibir a l'empresa Worldcoin la compra de l'escaneig de l'iris a canvi de criptomonedes a causa de les queixes rebudes per «una informació insuficient» als usuaris, la «captació de dades de menors» i al fet que «no es permet la retirada del consentiment» a les persones que participaven en el projecte.

## Disseny
Worldcoin espera proporcionar una manera fiable d'autenticar humans en línia anomenada World ID, per contrarestar els robots i les identitats virtuals falses facilitades per la intel·ligència artificial. Worldcoin intenta reclutar nous usuaris per unir-se a la seva xarxa fent escanejar el seu iris mitjançant l'escàner d'iris en forma d'orbe de Worldcoin a canvi d'algun Worldcoin. Worldcoin afirma que el mecanisme de distribució es va inspirar en les discussions sobre la renda bàsica universal.